# HMS Cornwallis (1901)
La HMS Cornwallis era una nave da battaglia pre-dreadnought della Royal Navy britannica entrata in servizio nel 1904, e ampiamente impiegata nella prima guerra mondiale in compiti di seconda linea; viste le sue caratteristiche non veniva impiegata nella squadra da battaglia ma si trovò in prima linea nella campagna di Gallipoli, dove venne silurata ed affondata dal sottomarino tedesco UB-32 il 9 gennaio 1917.

## Caratteristiche tecniche
Con le sue 14.000 t era inferiore alle navi della precedente classe Formidable, ma venne ordinata in risposta ai programmi di riarmo francesi e russi. I cannoni principali erano posti in barbetta con spessori inferiori a quelli della precedente classe London.

## Storia
Appena entrata in servizio, la nave venne assegnata alla Mediterranean Fleet, poi trasferita alla Channel Fleet nel 1905, e alla Atlantic Fleet il 14 gennaio 1907. Dopo un ulteriore periodo nel Mediterraneo venne ridotta ad equipaggio minimo nel marzo 1914. Con lo scoppio della prima guerra mondiale la nave venne riattivata col resto della classe e il suo 6th battle squadron originario venne riformato. Lo squadron venne assegnato a compiti di pattuglia nel Canale della Manica, a coprire la British Expeditionary Force in Francia, poi aggregato alla Grand Fleet. Dopo varie vicende nel Canale e nel Mare del Nord, nel gennaio 1915 la nave venne inviata ad appoggiare lo sbarco nei Dardanelli, cosa che fece sino alla fine della campagna.

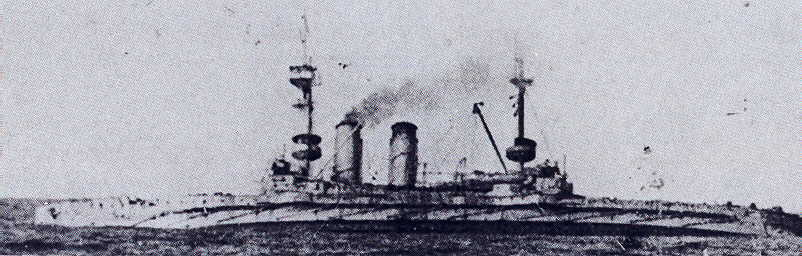
La Cornwallis affonda nel Mediterraneo il 9 gennaio 1917 dopo essere stata silurata dal sottomarino germanico UB-32.

Dopo un periodo presso la squadra dell'estremo oriente, venne rimandata nel Mediterraneo a pattugliare tra la costa egiziana e Malta, e qui venne affondata dal sommergibile tedesco UB32 comandato da Kurt Hartwig, il 9 gennaio 1917, con un siluro che ne colpì il lato di destra, a 60 miglia nautiche ad est di Malta. Alcuni dei suoi carbonili si allagarono, causando lo sbandamento della nave di 10° a dritta, ma venne operato un controsbandamento allagando i compartimenti dal lato opposto. Dieci minuti dopo un altro siluro colpì la nave ancora a dritta e la Cornwallis rollò subito in quella direzione. Quindici uomini vennero uccisi nelle esplosioni, ma la nave restò a galla abbastanza a lungo da permettere l'evacuazione dell'equipaggio; la nave affondò 30 minuti dopo che il secondo siluro andò a segno.